# Juana la virgen
Juana la virgen (no Brasil, Joana, a Virgem) é uma telenovela venezuelana produzida pela RCTV e exibida entre 14 de março e 16 de outubro de 2002.
A trama foi escrita por Perla Farias, e teve a direção de Tony Rodríguez.
Foi protagonizada por Daniela Alvarado e Ricardo Álamo e antagonizada por Roxana Díaz, Eduardo Serrano e Norkys Batista.
Foi exibida no Brasil pela Record, entre 15 de julho de 2002 a 8 de março de 2003, às 20h15, substituindo Cidade Alerta e sendo substituída por Um Amor de Babá.

## Enredo
Joana é uma jovem rebelde e feliz que está terminado o colegial. Ela ganhou uma bolsa de estudos em uma faculdade no exterior dias antes da partida. Joana sofre um desmaio e sua mãe Ana Maria marca um consulta no ginecologista. Ela vai a essa consulta. Uma das enfermeiras deixa cair uns papéis e acaba misturando a ficha de Joana com a de outra mulher, a que seria inseminada e teria o filho de Mauricio de la Vega. Joana nem percebe o que está se passando, mas depois de alguns dias começa a sentir enjoos e, ao consultar um médico, descobre que está grávida, mas como, se é virgem?
Maurício é um homem que deseja a todo custo ter um filho. Ele ficou muito doente após ter Câncer e decidiu congelar seu sêmen para que pudesse ter filhos. Depois que termina o tratamento, descobre que não pode mais ter filhos, pois ficou estéril. Ele é dono de uma revista chamada Positivo, ali trabalham seu sogro Rogério Vivas e seu cunhado Alfredo Vivas. É casado com Carlota.
Rogério deseja a todo custo ter o controle da Revista Positivo e para isso fará de tudo para prejudicar Maurício, mesmo este sendo seu genro, já que se casou com Carlota, sua filha, a grande vilã da história. Rogério ainda é pai de Humberto, de quem não gosta muito, já que acha que sua mulher Amparo o mimou demais. Rogério irá cometer um crime: matará Francisco, um dos sócios da Revista Positivo. Tudo para comandar as suas ações e ficar com Desirée, mulher de Francisco.
Grávida, Joana deverá suportar a desinformação e o fanatismo de quem vê nela uma espécie de reencarnação da Virgem Maria, e quando Maurício descobre que há uma mulher desconhecida que espera um filho seu, começa então uma busca desesperada, até que ambos, por motivos profissionais, terão unidas suas vidas, não sem que antes haja muitos desencontros.

## Elenco
- Daniela Alvarado... Joana Pérez
- Ricardo Álamo... Maurício de la Vega
- Roxana Díaz... Carlota Vivas de la Vega
- Juan Carlos Alarcón... Manoel Pérez
- Jonathan Montenegro... David
- Maríalejandra Martín... Ana María Pérez
- Eduardo Serrano... Rogelio Vivas
- Eliana López... Enriqueta
- Leonardo Marrero... Alfredo Vivas
- Miguel Ferrari... Armando Salazar
- Manuel Salazar... Salvador
- Flor Helena González... Amparo
- Freddy Galavís... Popeye
- Aura Rivas... Dona Açucena
- Norkys Batista... Desirée
- Verónica Cortés... Bibi
- Martín Brassesco... Humberto Vivas
- Juliet Lima... Brandy Yuleisy
- Laura Muñoz... Shiva
- Gabriel López Medrano... Rafael
- Miguel Ángel Sanz... Nicolás